# 요시노촌 (시즈오카현)
요시노촌(吉野村)은 시즈오카현 서부, 후치군·하마나군에 속했던 촌이다. 현재의 하마마쓰시 나카구에 해당한다.

## 역사
- 1889년 4월 1일 - 정촌제 시행에 의해 후치군 요시노촌이 성립하였다.
- 1896년 4월 1일 - 군 개편에 의해 하마나군으로 변경되었다.
- 1954년 7월 1일 - 호가와촌, 이다촌, 미카타하라촌과 함께 하마마쓰시에 편입해, 동일 요시노촌은 폐지되었다.
- 2007년 4월 1일 - 하마마쓰시가 정령지정도시로 승격해, 구촌지역은 기타구 소속이 되었다.
- 2024년 1월 1일 - 하마마쓰시의 행정구역 개편에 따라 구촌 지역은 주오구로 편입되었다.

## 교통

### 철도
- 엔슈 철도
  - 오쿠야마선

## 참고 문헌
- 가도카와 일본 지명 대사전 22 静岡県